# Achim Gercke

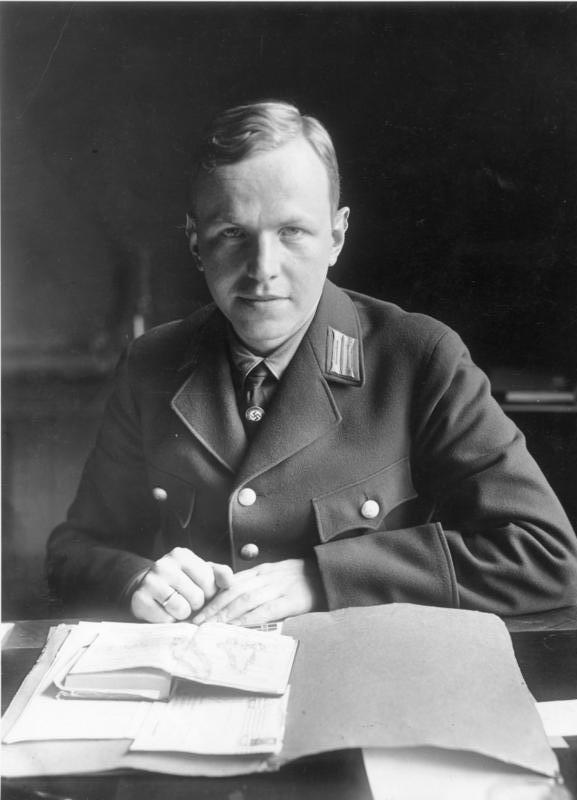
Achim Gercke, offizielles Porträt, 1933

Joachim Wilhelm August „Achim“ Gercke (* 3. August 1902 in Greifswald; † 27. Oktober 1997 in Kelkheim) war ein deutscher Naturwissenschaftler. Er war „Sachverständiger für Rasseforschung“ im Reichsministerium des Innern und Mitglied des Reichstages.

## Leben

### Frühe Jahre
Achim Gercke wurde als drittes von fünf Kindern des Professors für Klassische Philologie Alfred Gercke in Greifswald geboren. 1909 zog die Familie nach Breslau um, wo Achim Gercke das Abitur ablegte und von 1922 bis 1925 an der Universität Breslau Mathematik und Naturwissenschaften studierte. Zum 4. März 1926 schloss er sich in Göttingen der NSDAP an (Mitgliedsnummer 31.490). Sein Studium beendete er 1930 in Freiburg mit einer Promotion zum Dr. phil. nat. mit einem Thema aus der Chemie. Anschließend folgte Gercke seinem Doktorvater als Assistent nach Greifswald.
In seiner Freizeit beschäftigte sich Gercke ab 1925 intensiv mit genealogischen Studien und veröffentlichte bis 1932 unter dem Decknamen „Deutsche Auskunftei“ acht Hefte zum „familienkundlichen Nachweis über die jüdischen und verjudeten Universitäts- und Hochschulprofessoren und Richter“, die später die genealogische Grundlage für die Entlassung dieser Universitäts- und Hochschulprofessoren waren. Mit einiger Unterstützung von Hochschullehrern und Verwaltungsmitarbeitern, finanziell unterstützt von einem „Kreis der Freunde und Förderer der Deutschen Auskunftei“, stellte er in privater Initiative bis 1932 eine Kartei mit 400.000 Daten über Juden in Deutschland zusammen, die sich teilweise zur Denunziation von Politikern, Juristen, Wissenschaftlern oder Parteimitgliedern verwenden ließen. Diese Kartei erhielt den Namen „Archiv für berufsständische Rassenstatistik“.

### Im „Braunen Haus“
Ende 1931 wurde Gercke mit seiner Kartei als Abteilungsleiter der „NS-Auskunft bei der Reichsleitung der NSDAP“ ins Münchner Braune Haus geholt. Noch im selben Jahr wurde die Kartei und ihre Verwendung in „NS-Auskunft“ umbenannt. Seine Mitarbeiter überprüften die „arische“ Abstammung der Parteianwärter und bauten die Kartei aus. Gercke selbst schaltete sich in prominenten Fällen wie bei Reinhard Heydrich und Theodor Duesterberg ein.
Mit Helmut Nicolai, einem Juristen und Mitarbeiter der Innenpolitischen Abteilung der Reichsleitung der NSDAP, entwarf er 1932 ein „Rassenscheidungsgesetz“, das die Punkte vier, fünf und sieben im Parteiprogramm der NSDAP aufgriff und ausbaute. So sollten die „Ostjuden“ abgeschoben werden, allen Juden bestimmte Berufe verschlossen bleiben und das Wahlrecht versagt werden. Ehehindernis und Verbot des Geschlechtsverkehrs zwischen Deutschen und Juden waren ebenso vorgesehen wie die vollständige Abschiebung in ein „abgeschlossenes Nationalheim“.
Im Mai 1933 veröffentlichte Gercke einen Beitrag zur „Lösung der Judenfrage“, in dem er den antijüdischen Gesetzen eine „erzieherische“ Funktion zuschrieb. Durch sie werde „das ganze Volk (…) über die Judenfrage aufgeklärt, lernt begreifen, daß die Volksgemeinschaft eine Blutsgemeinschaft ist, erfaßt zum ersten Male den Rassegedanken und wird von der allzu theoretischen Behandlung der Judenfrage abgelenkt und vor die tatsächliche Lösung gestellt.“  In diesem Kontext forderte er den „planmäßigen Ausmarsch“ aller Juden und eine „internationale Regelung zur Schaffung einer Heimstätte“ für sie.
Gerckes Vorschläge nehmen damit gedanklich Teile von später tatsächlich umgesetzten Maßnahmen voraus, wobei ein möglicher unmittelbarer Wirkungszusammenhang mit den folgenden Gesetzen und Verordnungen bislang weder nachgewiesen noch widerlegt worden ist.

### Aufstieg und Sturz
Mit dem Gesetz zur Wiederherstellung des Berufsbeamtentums vom 7. April 1933 wurde von allen Beamten ein Abstammungsnachweis verlangt. Am 2. Mai 1933 wurde Achim Gercke Leiter der „Dienststelle des Sachverständigen für Rasseforschung beim Reichsinnenministerium“ in Berlin. Zu den Aufgaben gehörten die Aufsicht über die Durchführung des Gesetzes, die Beaufsichtigung von Sippenforschern, die Überprüfung von Zweifelsfällen und die letztinstanzliche Abstammungseinordnung nach erbbiologischem Hilfsgutachten. Am 28. März 1934 bestimmte Reichsleiter Philipp Bouhler, dass Gercke „sowohl für die NSDAP als auch für die gesamte mittelbare und unmittelbare Reichsverwaltung für alle Abstammungsfragen und für die Fragen der Sippenforschung“ zuständig sei. Gerckes Kartei diente als wesentliche Grundlage für die Arbeit der Dienststelle. Aus der von Gercke gegründeten Dienststelle mit rund 60 Mitarbeitern ging die Reichsstelle für Sippenforschung hervor, die 1940 in Reichssippenamt umbenannt wurde.
Am 12. November 1933 wurde Gercke (NSDAP) Mitglied des Reichstages. Gercke arbeitete am Entwurf des RMI für ein „Sippenamt-Gesetz“ mit, bei dem „Sippenämter“ Angaben zur „arischen“ Abkunft mit Informationen zur Erbgesundheit und ggf. „Asozialität“ verknüpfen sollten. Die Umsetzung des Planes scheiterte an Kompetenzstreitigkeiten mit dem Justizministerium und der Reichsgesundheitsbehörde.
Ferner nahm Gercke am 20. Dezember 1934 in München an einer Besprechung beim Stab des Stellvertreters des Führers (Leiter Martin Bormann) und dem Reichsärzteführer Gerhard Wagner teil, in dem ähnliche Regelungen vorgeschlagen wurden, wie sie später im „Blutschutzgesetz“ der Nürnberger Gesetze eingefügt wurden. Darüber weit hinausgehend sollten alle Personen als „Judenmischlinge“ gelten, „soweit ihre am 1. Januar 1800 lebenden Vorfahren von nicht bei der Geburt christlich getauften Eltern“ abstammten. Ausnahmsweise sollten Judenmischlinge in öffentlichen Stellungen verbleiben dürfen, wenn sie auf eine Nachkommenschaft verzichteten.
Im Januar 1935 wurde Gercke wegen angeblicher Verstöße nach § 175 verhaftet. Er wurde am 18. März desselben Jahres aus der Partei ausgeschlossen und verlor alle seine Ämter sowie zum 9. April 1935 auch das Reichstagsmandat. Eine Intrige seines Nachfolgers Kurt Mayer im nachmaligen Reichssippenamt wird für denkbar gehalten. Mayer war im Stab des Reichsführers-SS als Abteilungsleiter im Rasse- und Siedlungshauptamt (RuSHA) sowie im Hauptamt für Volksgesundheit unter Reichsärzteführer Gerhard Wagner tätig.
Ein Grund für die Vermutung einer Intrige ist ein Dissens in rassepolitischen Fragen zwischen Gercke als Reichssachverständigem und anderen rassepolitischen Autoritäten aus NSDAP und SS bei der Besprechung am 20. Dezember 1934 im Braunen Haus in München. Während man bei der Definition von „Judenmischlingen“ einig war, trat Gercke bei dieser Besprechung für einen Begriff der „Deutschen Rasse“ ein und hielt die Bewertung von Unterschieden deutscher „Rassekomponenten“ für falsch. Er soll die SS harsch kritisiert haben, die eine „nordische Aufartung“ vertrat. Demnach verfolgte die SS das Ziel, das Amt des Reichssachverständigen für Rasseforschung mit einer ihrer Position loyalen Person zu besetzen.
Gercke wurde nicht rehabilitiert.
Bereits 1935 zog Gercke zu seinen Schwiegereltern nach Adensen im damaligen Landkreis Springe, wo er ein Haus baute. Mit Alwine Rodewald aus Adensen war er seit 21. April 1932 verheiratet. 1937 bot er dem Landkreis seine Dienstleistung bei der Heimat- und Kulturpflege an. Wegen kursierender Gerüchte um eine Homosexualität Gerckes schaltete der Landrat Mercker die Gestapo in Hannover ein. Von dort erhielt er Auskunft zur Vita von Gercke, einer angeblichen homosexuellen Beziehung zum damaligen Gauleiter Helmuth Brückner und einer seitherigen Lebensführung „ohne Verdachtsgründe“. Gegen seinen Einsatz im Dienste der Heimat- und Kulturpflege im Kreis Springe bestünden keine Bedenken. Gercke verfügte wahrscheinlich über ausreichende Finanzmittel, da ihm seine für die Arbeit des Amtes unverzichtbare Kartei abgekauft wurde.
Er wurde kurz nach Kriegsbeginn zu den Landesschützen eingezogen, kam 1943 in ein Bewährungsbataillon und kehrte 1945 aus sowjetischer Kriegsgefangenschaft zurück.

### Nach dem Zweiten Weltkrieg
Nach dem Zweiten Weltkrieg arbeitete er als Archivordner im Landeskirchlichen Archiv der Evangelisch-lutherischen Landeskirche Hannovers und als Standesbeamter in Adensen. Weiterhin war er tätig als Genealoge und Schriftsteller von Sachbüchern über Heimatkunde sowie als Imker.
Anfang der 1950er Jahre bekleidete Achim Gercke das Amt des Vorsitzenden des Kreisverbandes Springe der Imker sowie das Amt der Vorsitzenden der Ortsgruppe Adensen des Heimatbundes Niedersachsen. Bei Jubiläen und anderen Veranstaltungen trat er als Redner mit heimatgeschichtlichen Themen auf, zum Beispiel bei der 700-Jahr-Feier der Kirche in Adensen im Dezember 1950. Auch eine Ausstellung und die Festbroschüre zu diesem Jubiläum gestaltete er. Offenkundig war er Mitglied der Deutschen Sozialen Partei, deren Programm er bei einer Wahlversammlung im April 1951 erläuterte.
Veröffentlichungen von Gercke aus dieser Zeit zeugen von einer national-konservativen Grundeinstellung. So forderte er 1951 die Umbenennung der Tivolistraße in Springe. Der Name wäre „als ausländischer Name reif, endlich mit einem mit der Geschichte der Stadt eng verknüpften Namen ersetzt zu werden.“
Gercke entdeckte 1954 in einem Kirchenbuch der St.-Andreas-Kirche in Springe das Schulabgangszeugnis aus dem Jahr 1832 von Heinrich Göbel, der im 20. Jahrhundert in Deutschland als Erfinder der Glühlampe vor Thomas Alva Edison galt. Der Schulunterricht der kirchlichen Schule war ein erweiterter Konfirmandenunterricht. Göbel hatte in den wenigen unterrichteten Fächern die Bewertung „mangelhaft“. Gercke führt in seinen Veröffentlichungen aus, dass die damalige Schulkonzeption dem „Genie des technischen Gestaltens“ nicht entsprach, als seien Kompetenzen in Lesen, Schreiben und Rechnen verzichtbar. Ausführlich referiert er die sich aus dem Kirchenbuch ergebenden Verwandtschaftsverhältnisse von Göbel, was eventuell seiner Begeisterung für Genealogie geschuldet ist, aber auch implizit vermittelt, dass der von Nationalisten und Nationalsozialisten propagierte deutsche Glühlampenerfinder keine jüdischen Verwandten hat. Eine Bemerkung des Lehrers von Göbel im Kirchenbuch, „scheint einen erfinderischen Geist zu haben“, interpretiert Gercke als großartiges Verständnis für einen schwachen Schüler und Vorhersage von dessen weiterem Lebensweg. Tatsächlich war das Wort Erfindung 1832 nicht wie heute in erster Linie mit technischen Errungenschaften und technischer Kreativität konnotiert; die Interpretation als Erzählkunst oder dem Erfinden ungewöhnlicher Ausreden ist wahrscheinlicher.
Eine wissenschaftliche Arbeit, die die Qualität und ideologische Ausrichtung der Veröffentlichungen Gerckes in der Nachkriegszeit zusammenfassend bewertet, liegt nicht vor.
Ein Teilnachlass von Achim Gercke befindet sich im Bundesarchiv.

## Schriften (Auswahl)
- als Herausgeber (bearbeitet von Rudolf Kummer): Die Rasse im Schrifttum. Ein Wegweiser durch das rassenkundliche Schrifttum. Metzner, Berlin; 1. Auflage 1933, DNB 573415919; 2., neubearbeitete Auflage 1934, DNB 573415927.
- Rasseforschung und Familienkunde (= Schriften zur politischen Bildung, Reihe 12 / Rasse, Heft 5). Beyer, Langensalza 1934, DNB 579935213.
- Das Gesetz der Sippe. Verlag für Standesamtswesen, Berlin 1934, DNB 573415900.
- Die Lösung der Judenfrage, in: Nationalsozialistische Monatshefte 38 (Mai 1933), S. 195–197.
- Hermannsburg. Die Geschichte eines Kirchspieles. Selbstverlag / Pohl, Adensen / Celle 1965, DNB 451488113